# Вастала (Торино)
Вастала је насеље у Италији у округу Торино, региону Пијемонт.
Према процени из 2011. у насељу је живело 281 становника. Насеље се налази на надморској висини од 354 м.